# بونگواسان (چانچئون)
بونگواسان (به لاتین: Bonghwasan) یک کوه در کره جنوبی است که در کره جنوبی واقع شده‌است. بونگواسان ۴۸۷ متر بالاتر از سطح دریا واقع شده‌است.